# Rastenburger SV 08
Rastenburger SV 08 was een Duitse voetbalclub uit de Oost-Pruisische stad Rastenburg, dat tegenwoordig het Poolse Kętrzyn is.

## Geschiedenis
De club werd op 15 augustus 1908 opgericht als Rastenburger SV. In 1910/11 nam de club deel aan de Baltische eindronde en verloor in de kwalificatiewedstrijd met 12-1 van SV 1910 Allenstein. Twee jaar later plaatste de club zich opnieuw en werd weer door Allenstein uitgeschakeld, deze keer met 0-4. In de jaren twintig ging de club in de Bezirksliga Ostpreußen Mitte spullen, een van de voorrondes van de Oost-Pruisische competitie. In 1922/23 bereikte de club de eindronde van deze competitie en werd derde in de groepsfase. Na het seizoen 1926 werden de Bezirksliga's afgevoerd en vervangen door de Ostpreußenliga. Via een speciale eindronde kon Rastenburger zich hiervoor plaatsen. In het eerste seizoen eindigde de club samen met SpVgg Memel op de laatste plaats. Er kwam een beslissende wedstrijd die de club verloor. Ze moesten een kwalificatieronde spelen met vier andere clubs en werden tweede waardoor ze het volgend seizoen nog steeds in de hoogste afdeling mochten spelen. De club werd nu laatste en in de kwalificatieronde verloren ze alle wedstrijden waardoor ze degradeerden. In 1929 nam de club wel nog aan de kwalificatieronde deel maar werd opnieuw laatste. In 1930 konden ze wel wee promotie afdwingen, echter werd de competitie hervormd en de Ostpreußenliga werd afgevoerd en vervangen door drie Bezirksliga's. Rastenburger ging in de Bezirksliga Süd spelen en werd tweede achter SV Viktoria Allenstein. Het volgende seizoen plaatste de club zich voor de eindronde, maar kon zich niet voor de finalegroep plaatsen.
Door de strenge winters in het Baltische gebied werd de competitie van 1932/33 in 1931 al begonnen en de geplande competitie van 1933/34 al in 1932. De club werd in 1932/33 winnaar van de Bezirksliga voor SV Hindenburg Allenstein, maar in de eindronde konden ze slechts één wedstrijd winnen terwijl Allenstein kampioen werd. In 1933/34 eindigden ze tweede achter Hindenburg Allenstein, maar er werd geen verdere eindronde gespeeld. Nadat de NSDAP aan de macht kwam in Duitsland werd het voetbal grondig geherstructureerd. De regionale voetbalbonden werden afgeschaft en vervangen door zestien Gauliga's. De deelnemers hieraan werden wel geselecteerd op basis van de uitslagen van 1933/34 en gezien de tweede plaats was de club erbij.
De Gauliga was opgedeeld in twee reeksen en Rastenburger werd laatste in groep 2. De club werd van degradatie gered omdat FC Preußen Gumbinnen naar de Bezirksklasse werd teruggezet omdat ze een speler hadden opgesteld die niet speelgerechtigd was. Na dit seizoen fusioneerde de club met VfL 1923 Rastenburg en werd Rastenburger SV 08. Het volgende seizoen werd de club vijfde. Na dit seizoen werd de Bezirksklasse, de tweede klasse, de voorronde van de Gauliga, waarin alle clubs uit de Gauliga en de beste tweedeklassers van het jaar ervoor speelden. De club ging in het district Allenstein spelen, de top twee van elke reeks kwalificeerde zich voor de eigenlijke Gauliga. In 1936/37 werd de club derde, het beste resultaat. Na het volgende seizoen werd de Gauliga herleid naar één reeks met tien clubs en hiervoor kwalificeerde de club zich niet.
De club speelde het volgende jaar nog in de Bezirksklasse en werd tweede in zijn groep, maar hierna namen ze niet meer aan de competitie deel. Na de Tweede Wereldoorlog moest Duitsland de provincie Oost-Pruisen afstaan en werd deze verdeeld onder Polen en de Sovjet-Unie. De Duitsers werden verdreven en alle Duitse voetbalclubs werden ontbonden.

## Erelijst
Kampioen Rastenburg
1911, 1913